# Phạm Vũ Luận
Phạm Vũ Luận (sinh năm 1955) là một chính trị gia người Việt Nam. Ông từng là Ủy viên Ban Chấp hành Trung ương Đảng Cộng sản Việt Nam khóa XI (2011-2016), Đại biểu Quốc hội Việt Nam khóa XIII (nhiệm kỳ 2011-2016), Bộ trưởng Bộ Giáo dục và Đào tạo Việt Nam (2010-2016). Trước đó, từ tháng 4 năm 2010, ông đã tạm đảm nhận vị trí Phụ trách điều hành Bộ Giáo dục và Đào tạo thay Bộ trưởng - Phó Thủ tướng Nguyễn Thiện Nhân.

## Tiểu sử
Ông Phạm Vũ Luận sinh ngày 1 tháng 8 năm 1955 quê tại xã Kim Thư, huyện Thanh Oai, thành phố Hà Nội. Sau khi tốt nghiệp Trường Thương nghiệp Trung ương (nay là Trường Đại học Thương mại), ông được mời ở lại làm giảng viên và liên tục gắn bó với ngành này cho đến tận ngày nay.
Năm 1987, ông bảo vệ thành công luận án Tiến sĩ ngành Kinh tế học tại Liên Xô với đề tài "Phân phối Xã hội chủ nghĩa". Trước khi về công tác tại Bộ Giáo dục và Đào tạo, ông có thời gian dài công tác tại Trường Đại học Thương mại và từng giữ chức Hiệu trưởng từ năm 1999-2004.
Từ tháng 6 năm 2004, ông được bổ nhiệm là Thứ trưởng (thay thế thứ trưởng Lê Vũ Hùng bị bệnh mất đột ngột) và được Bộ trưởng đương nhiệm bấy giờ là Nguyễn Minh Hiển chỉ định làm người phát ngôn chính thức của Bộ Giáo dục và Đào tạo.
Từ tháng 12 năm 2009, ông được phân công đảm nhiệm vị trí thứ trưởng thường trực và được Ban Bí thư Trung ương Đảng chỉ định làm Bí thư Ban cán sự Đảng, Bộ Giáo dục và Đào tạo.
Tháng 4 năm 2010, ông được Thủ tướng Nguyễn Tấn Dũng giao nhiệm vụ Phụ trách điều hành Bộ thay cho ông Nguyễn Thiện Nhân.
Ngày 18 tháng 6 năm 2010, Quốc hội Việt Nam chính thức bỏ phiếu thông qua dự thảo Nghị quyết với tỷ lệ phiếu thuận là 83,98%, bổ nhiệm ông Phạm Vũ Luận giữ chức vụ Bộ trưởng Bộ Giáo dục và Đào tạo. Ông là người chịu trách nhiệm chính trong kỳ thi tuyển sinh đại học 3 chung năm 2015, một kỳ thi được báo Tuổi trẻ đánh giá là kỳ dị vì thí sinh liên tục nộp hồ sơ vào rồi rút hồ sơ ra cho đến những giờ phút cuối cùng, dẫn đến việc quá tải và nhiều thí sinh điểm cao vẫn rớt .
Ngày 8 tháng 4 năm 2016, ông được Quốc hội khóa XIII miễn nhiệm chức vụ Bộ trưởng Bộ Giáo dục và Đào tạo.
Ngày 12 tháng 10 năm 2016, Thủ tướng có quyết định để ông Phạm Vũ Luận, nguyên Bộ trưởng Giáo dục và Đào tạo, chuyển về Đại học Thương mại làm công tác giảng dạy và nghiên cứu khoa học.

## Câu nói nổi tiếng
| “ | Tôi không nghĩ đến việc tạo dấu ấn cá nhân | ” |

| “ | Tin học chẳng hạn, theo tôi đó là môn học chẳng có gì thú vị, nhưng vì nếu không có tin học thì người ta sẽ không sống được trong cuộc sống hiện đại, vì thế họ phải học. | ” |

| “ | Quá trình dạy và học đã thay đổi, từ chỗ dạy cho số đông sang chú ý đến hình thành phát triển từng cháu. Trước đây giáo viên nói dạy 1 lớp 40 cháu nay chuyển sang dạy 40 cháu trong 1 lớp | ” |